# Olympiska sommarspelen 1896
Olympiska sommarspelen 1896 var de första olympiska spelen i modern tid och hölls i Aten i Grekland.
De blev en tävlingsfest som väckte mycket intresse i Grekland. Deltagandet från övriga europeiska stater var dock litet på grund av bristfällig reklam i förväg. Sverige hade till exempel endast två representanter på plats. Största insatsen gjordes av en grupp amerikanska studenter, vilka i allmän idrott segrade i 9 av 15 grenar. Tävlingarna, som varade i 10 dagar, omfattade relativt få grenar.
Vid den olympiska kongress som avhölls i samband med spelen misslyckades grekerna att få till stånd en ändring av beslutet att förlägga nästa olympiska spel till Paris, man ville även få hålla detta i Grekland. Det beslöts dock att Grekland skulle få hålla grekiska OS 1902, 1906 och så vidare.

## Att notera
- Amerikanen James Connolly blev den förste segraren i moderna olympiska spel. Han vann tresteg på 13,71 meter.
- Den förste grekiske OS-mästaren blev fäktaren Leon Pyrgos som vann master-klassen i florett.
- Den grekiske bonden Spyridon Louis vann den nya grenen maraton. Tiden var 2.58,50.
- De amerikanska bröderna John (1:a) och Sumner Paine (2:a) blev de första syskonen att placera sig etta och två i en olympisk gren, nämligen militärrevolver.
- Viggo Jensen blev, genom segern i tyngdlyftning (tvåhandslyft), Danmarks förste olympiske segrare.
- Sverige deltog med endast en man, Henrik Sjöberg. Fastän han då var Sveriges bäste längdhoppare och höjdhoppare var han inte kandidat hos vare sig Svenska Idrottsförbundet eller något annat förbund. Han och hans förening tog då saken i egna händer och ordnade både anmälan och resan ner till Grekland. Han deltog där i 100 meter löpning, längdhopp (6:a med 5,80 m), höjdhopp (4:a med 1,60 meter), diskus (7:a) och hopp över bygelhäst. Fastän han placeringsmässigt var klart godkänd, återvände han helt okänd till Stockholm.

## Sporter
- Brottning
- Cykling
- Friidrott
- Fäktning
- Gymnastik
- Rodd - inställt
- Simning
- Skytte
- Tennis
- Tyngdlyftning

## Arenor
- Panathinaikostadion - friidrott, gymnastik, tyngdlyftning och brottning
- Zappeion - fäktning
- Kallithea - skytte
- Athens Lawn Tennis Club - tennis
- Neo Phaliron Velodrome - cykling
- Zeabukten - simning

## Kalender
| ● | Öppningsceremoni | ● | Tävlingar | ● | Medaljtävlingar | ● | Avslutningsceremoni |

| April         | 6         | 7         | 8 | 9           | 10        | 11      | 12 | 13 | 14 | 15 |
| ------------- | --------- | --------- | - | ----------- | --------- | ------- | -- | -- | -- | -- |
| Ceremonier    | ●         |           |   |             |           |         |    |    |    | ●  |
| Brottning     |           |           |   |             | ●         | ●       |    |    |    |    |
| Cykling       |           |           | ● |             |           | ● ● ●   | ●  | ●  |    |    |
| Friidrott     | ● ● ● ● ● | ● ● ● ● ● |   | ●           | ● ● ● ● ● |         |    |    |    |    |
| Fäktning      |           | ● ●       |   | ●           |           |         |    |    |    |    |
| Gymnastik     |           |           |   | ● ● ● ● ● ● | ● ●       |         |    |    |    |    |
| Simning       |           |           |   |             |           | ● ● ● ● |    |    |    |    |
| Skytte        |           |           | ● | ●           | ●         | ● ● ●   | ●  |    |    |    |
| Tennis        |           |           | ● | ●           |           | ● ●     |    |    |    |    |
| Tyngdlyftning |           | ● ●       |   |             |           |         |    |    |    |    |
| April         | 6         | 7         | 8 | 9           | 10        | 11      | 12 | 13 | 14 | 15 |

## Deltagarnas nationstillhörigheter
Tanken att de olympiska deltagarna representerade sina nationer fanns inte vid de tidigaste olympiska spelen, först vid extraspelen 10 år senare slog den tanken igenom. Därför har nationstillhörigheten för deltagarna vid de första spelen avgjorts i efterhand. Det förekommer därför en del kontroverser kring vilka nationer som egentligen deltog vid de första spelen. IOK har uppgett att det var 14 nationer, men listar inte vilka. De 14 nationer som listas nedan är de troligaste att ha deltagit. Vissa källor uppger 12 nationer och de exkluderar då Chile och Bulgarien och ytterligare källor uppger 13 nationer där Chile och Bulgarien är med, och istället har Italien exkluderats. Egypten inkluderas ibland då Dionysios Kasdaglis uppges ha varit från Alexandria. Belgien och Ryssland hade deltagare anmälda, men de drog sig ur innan spelen startade. IOK betraktar Australien som ett deltagande land, se Australien i olympiska sommarspelen 1896.
|                                                                             |                                                                            |
| - Australien - Bulgarien - Chile - Danmark - Frankrike - Grekland - Italien | - Schweiz - Storbritannien - Sverige - Tyskland - Ungern - USA - Österrike |

## Medaljfördelning
1896 fick vinnaren silvermedalj och tvåan bronsmedalj. Trean fick ingen medalj. I statistiken räknas ändå de tre första placerade idrottsmännen som guld-, silver- respektive bronsmedaljörer.
      Värdnation (Grekland)
| Plac. | Land            | Guld | Silver | Brons | Totalt antal medaljer |
| ----- | --------------- | ---- | ------ | ----- | --------------------- |
| 1.    | USA             | 11   | 7      | 2     | 20                    |
| 2.    | Grekland        | 10   | 17     | 19    | 46                    |
| 3.    | Tyskland        | 6    | 5      | 2     | 13                    |
| 4.    | Frankrike       | 5    | 4      | 2     | 11                    |
| 5.    | Storbritannien  | 2    | 3      | 2     | 7                     |
| 6.    | Ungern          | 2    | 1      | 3     | 6                     |
| 7.    | Österrike       | 2    | 1      | 2     | 5                     |
| 8.    | Australien      | 2    | 0      | 0     | 2                     |
| 9.    | Danmark         | 1    | 2      | 3     | 6                     |
| 10.   | Schweiz         | 1    | 2      | 0     | 3                     |
| 11.   | Kombinationslag | 1    | 1      | 1     | 3                     |